# Grand Prix Formule 1 van Australië 1987
De Grand Prix Formule 1 van Australië 1987 werd gehouden op 15 november 1987 in Adelaide.

## Uitslag
| Positie | Nummer | Rijder             | Team                   | Ronden | Tijd/Opgave         | Startplaats | Punten |
| ------- | ------ | ------------------ | ---------------------- | ------ | ------------------- | ----------- | ------ |
| 1       | 28     | Gerhard Berger     | Ferrari                | 82     | 1:52:56.144         | 1           | 9      |
| 2       | 27     | Michele Alboreto   | Ferrari                | 82     | + 1:07.884          | 6           | 6      |
| 3       | 20     | Thierry Boutsen    | Benetton-Ford          | 81     | + 1 Ronde           | 5           | 4      |
| 4 (1)   | 3      | Jonathan Palmer    | Tyrrell-Ford           | 80     | + 2 Rondes          | 19          | 3      |
| 5 (2)   | 29     | Yannick Dalmas     | Larrousse-Ford         | 79     | + 3 Rondes          | 21          | 0*     |
| 6 (3)   | 14     | Roberto Moreno     | AGS-Ford               | 79     | + 3 Rondes          | 25          | 1      |
| 7       | 10     | Christian Danner   | Zakspeed               | 79     | + 3 Rondes          | 24          |        |
| 8       | 8      | Andrea de Cesaris  | Brabham-BMW            | 78     | Spin                | 10          |        |
| 9       | 5      | Riccardo Patrese   | Williams-Honda         | 76     | Olielek             | 7           |        |
| DQ      | 12     | Ayrton Senna       | Lotus-Honda            | 82     | Gediskwalificeerd   | 4           |        |
| NF      | 6      | Nelson Piquet      | Williams-Honda         | 58     | Remmen              | 3           |        |
| NF      | 16     | Ivan Capelli       | March-Ford             | 58     | Spin                | 23          |        |
| NF      | 1      | Alain Prost        | McLaren-TAG            | 53     | Remmen              | 2           |        |
| NF      | 18     | Eddie Cheever      | Arrows-Megatron        | 53     | Oververhitting      | 11          |        |
| NF      | 2      | Stefan Johansson   | McLaren-TAG            | 48     | Remmen              | 8           |        |
| NF      | 19     | Teo Fabi           | Benetton-Ford          | 46     | Remmen              | 9           |        |
| NF      | 23     | Adrián Campos      | Minardi-Motori Moderni | 46     | Transmissie         | 26          |        |
| NF      | 30     | Philippe Alliot    | Larrousse-Ford         | 45     | Elektrisch probleem | 17          |        |
| NF      | 25     | René Arnoux        | Ligier-Megatron        | 41     | Ontsteking          | 20          |        |
| NF      | 7      | Stefano Modena     | Brabham-BMW            | 31     | Fysiek              | 15          |        |
| NF      | 26     | Piercarlo Ghinzani | Ligier-Megatron        | 26     | Ontsteking          | 22          |        |
| NF      | 11     | Satoru Nakajima    | Lotus-Honda            | 22     | Ophanging           | 14          |        |
| NF      | 17     | Derek Warwick      | Arrows-Megatron        | 19     | Transmissie         | 12          |        |
| NF      | 9      | Martin Brundle     | Zakspeed               | 18     | Motor               | 16          |        |
| NF      | 4      | Philippe Streiff   | Tyrrell-Ford           | 6      | Spin                | 18          |        |
| NF      | 24     | Alessandro Nannini | Minardi-Motori Moderni | 0      | Ongeluk             | 13          |        |
| NQ      | 21     | Alex Caffi         | Osella-Alfa Romeo      | -      |                     | 27          |        |

- Yannick Dalmas kreeg geen punten omdat Larrousse slechts één auto had ingeschreven aan het begin van het seizoen. Dalmas reed in de tweede wagen.
- De nummers tussen haakjes zijn de plaatsen voor de Jim Clark-trofee.

## Wetenswaardigheden
- Ayrton Senna werd gediskwalificeerd door onregelmatigheden aan het koelingsysteem voor de remmen.

## Statistieken
| Pole-position | Gerhard Berger | Ferrari | 1:17.267 |
| Snelste ronde | Gerhard Berger | Ferrari | 1:20.416 |

## Noot
- Dit was het debuut van de Italiaanse coureur Stefano Modena.
- Vierhonderdste Grand Prix-start voor een Franse coureur.
- Vijfde snelste ronde, vijfde podiumplaats en eerste Grand Slam voor Gerhard Berger.
- Derde wereldtitel voor Nelson Piquet en de vijfde wereldtitel voor een Braziliaanse coureur. Met zijn derde titel evenaarde Piquet het record van Juan Manuel Fangio (1955), Jack Brabham (1966), Jackie Stewart (1973) en Niki Lauda (1984).

1949 · 1985 · 1986 · 1987 · 1988 · 1989 · 1990 · 1991 · 1992 · 1993 · 1994 · 1995 · 1996 · 1997 · 1998 · 1999 · 2000 · 2001 · 2002 · 2003 · 2004 · 2005 · 2006 · 2007 · 2008 · 2009 · 2010 · 2011 · 2012 · 2013 · 2014 · 2015 · 2016 · 2017 · 2018 · 2019 · 2020 · 2021 · 2022 · 2023 · 2024 · 2025